# Oenanthe heuglini
La collalba de Heuglin (Oenanthe heuglini) es una especie de ave paseriforme de la familia Muscicapidae propia del Sahel y regiones cercanas. Su nombre conmemora al explorador y ornitólogo alemán Theodor von Heuglin. Anteriormente se consideraba una subespecie de la collalba de Botta (O. bottae), pero actualmente se consideran especies separadas..

## Descripción
La collalba de Heuglin mide entre 13-14 cm de largo. Los adultos tienen las partes superiores de color pardo grisáceo oscuro, con una lista ocular negra y una fina lista blanca sobre ella y los ojos. Su pecho y flancos son de color canela anaranjado que se difumina a tonos más claros en la garganta y vientre. Las plumas de la cola tienen la base blanca y su mitad terminal negra, formando una ancha «T» invertida. Las coberteras inferiores de la cola también son blancas y las coberteras inferiores de las alas son de color anteado.

### Canto
Su canto es largo y complejo, e incluye imitaciones del canto de otras aves, y su llamada consiste en un áspero chack.

## Distribución y hábitat
La collalba de Heuglin se extiende por el Sahel, desde Mauritania hacia el este por Mali, Niger, Chad y Sudán hasta Eritrea. Por hacia el sur se extiende hasta el orte de Ghana, Togo, Benín, Nigeria, Camerún, la República Centroafricana, Uganda y el noroeste de Kenia. Se encuentra en herbazales abiertos rocosos, aunque también puede encontrarse en campos quemados. Algunas poblaciones son sedentarias, pero otras realizan desplazamientos migratorios.

## Taxonomía
Fue descrita científicamente en 1870 por los naturalistas alemanes Finsch y Hartlaub, con el nombre de Saxicola Heuglini. Posteriormente fue considerada una subespecie de la 
la collalba de Botta (Oenanthe bottae), hasta que fue escindida de nuevo en una especie separada por su diferencias de tamaño, comportamiento y hábitat.

## Comportamiento
La collalba de Heuglin se alimenta principalmente de insectos. Suelen encontrarse en pareja en la época de cría, aunque pueden avistarse pequeños grupos en invierno. Suele agitar su cola y desplegarla en sus exhibiciones.